# Шалжиян, Михаил Михайлович
Михаил Михайлович Шалжиян (25 июля 1925 — 4 апреля 2004) — советский воин-танкист в Великой Отечественной войне. Герой Советского Союза (27.06.1945).

## Биография
Михаил Михайлович Шалжиян родился 25 июля 1925 года в селе Безымянное Туапсинского района ныне Краснодарского края. Окончил 5 классов сельской школы. Работал в колхозе разнорабочим, ездовым, трактористом.
В 1942—1943 годах пережил немецкую оккупацию в родном селе.
Вскоре после освобождения родных мест в апреле 1943 года был призван в Красную Армию. Однако не был сразу брошен в бой (как утверждается в ряде публикаций постсоветского времени, жители освобождённых территорий сразу после призыва в армию бросались в бой без всякой подготовки и даже без оружия и массово погибали), а направлен в тыловую часть, а затем на учёбу. Окончил школу младших командиров.
С начала 1944 года — на фронтах Великой Отечественной войны. Участвовал в Львовско-Сандомирской и Висло-Одерской операциях, освобождал Украину, Польшу, Германию.
Командир отделения 22-й гвардейской ордена Ленина Фастовской Краснознамённой орденов Суворова и Богдана Хмельницкого мотострелковой бригады 6-го гвардейского ордена Ленина Киевско-Берлинского Краснознамённого орденов Суворова степени и Богдана Хмельницкого степени танкового корпуса 3-й гвардейской танковой армии 1-го Украинского фронта гвардии сержант Михаил Михайлович Шалжиян совершил подвиг во время Берлинской стратегической наступательной операции. В ночь на 23 апреля 1945 года на спешно подготовленных самодельных плотах его группа под обстрелом переправилась через реку Шпрее. Ведя наблюдение за огнём врага, разведчики засекли расположение и передали по рации координаты двух вкопанных в землю танков, трёх батарей, более десятка пулемётных точек.
Был тяжело ранен на одной из улиц Берлина.
За мужество и героизм Указом Президиума Верховного Совета СССР от 27 июня 1945 года гвардии сержанту Шалжияну Михаилу Михайловичу присвоено звание Героя Советского Союза с вручением ордена Ленина и медали «Золотая Звезда».
Пришёл в себя в госпитале уже после Победы. Ранение оказалось настолько тяжелым, что выписался из госпиталя только в ноябре 1945 года. Окончил школу санинструкторов, затем проходил дальнейшую службу в составе Группы советских оккупационных войск в Германии и в Прикарпатском военном округе. В 1950 году старшина М. М. Шалжиян уволен в запас.
Жил в городе Горячий Ключ Краснодарского края. Работал шофёром на Горячеключевском лесокомбинате. Избирался депутатом Краснодарского краевого и Горячеключевского городского Советов народных депутатов. В ноябре 1981 года вышел на пенсию. Скончался 4 апреля 2004 года.

## Награды и звания
- Медаль «Золотая Звезда» Героя Советского Союза № 7994 (27.06.1945)[3].
- Орден Ленина (27.06.1945)[3].
- Орден Славы 3-й степени(12.03.1945)[4]
- Орден Отечественной войны 1-й степени (11.03.1985)[5]
- Орден Знак Почёта (1.03.1974)
- медали, в том числе:
- «В ознаменование 100-летия со дня рождения Владимира Ильича Ленина» (6 апреля 1970)
- «За победу над Германией в Великой Отечественной войне 1941—1945 гг.» (9.5.1945)[6]
- «20 лет Победы в Великой Отечественной войне 1941—1945 гг.» (7 мая 1965[7])
- «30 лет Победы в Великой Отечественной войне 1941—1945 гг.»[8]
- Медаль «Сорок лет Победы в Великой Отечественной войне 1941—1945 гг.»[9]
- Юбилейная медаль «50 лет Победы в Великой Отечественной войне 1941—1945 гг.»[10]
- Медаль «За взятие Берлина» (1945)
- «Ветеран труда»
- «30 лет Советской Армии и Флота»[11]
- «40 лет Вооружённых Сил СССР»[12]
- «50 лет Вооружённых Сил СССР» (26 декабря 1967[13])
- «60 лет Вооружённых Сил СССР» (28 января 1978[14])
- Знак «25 лет победы в Великой Отечественной войне» (1970)

## Память
- Имя Героя увековечено на мемориальной арке в Краснодаре.
- Имя Героя высечено золотыми буквами в зале Славы Центрального музея Великой Отечественной войны в Парке Победы города Москвы.
- Имя увековечено на стеле у Вечного огня в городе Горячий Ключ.
- Школа № 39 села Садового получила имя Героя Советского Союза Михаила Шалжияна (2019).
- Памятники и бюсты Герою установлены в городе Горячий Ключ, в селе Шаумян и в селе Афанасьевский Постик Туапинского района Краснодарского края.
- Мемориальная доска установлена на здании школы в селе Безымянное, в которой учился М. Шалжиян (2018)[15].
- На могиле героя установлен надгробный памятник.